# Victor Manuelle

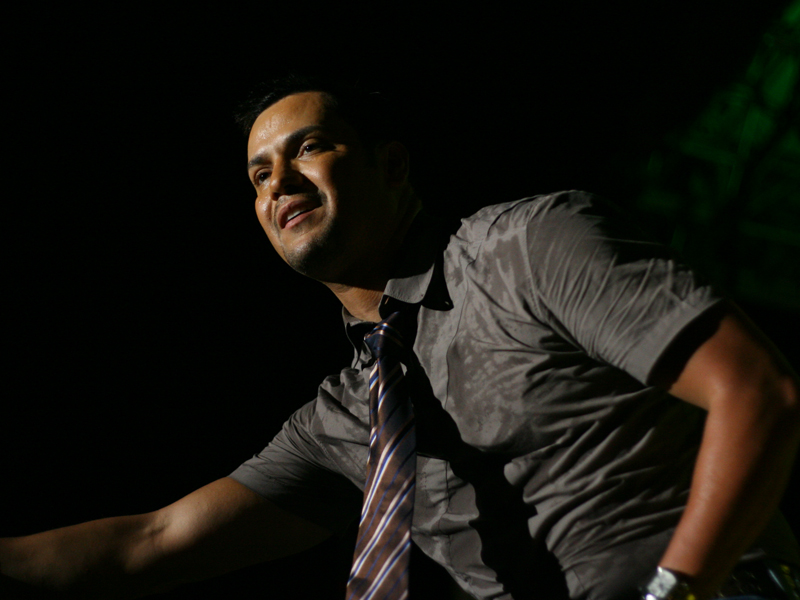
Liveauftritt von Victor Manuelle

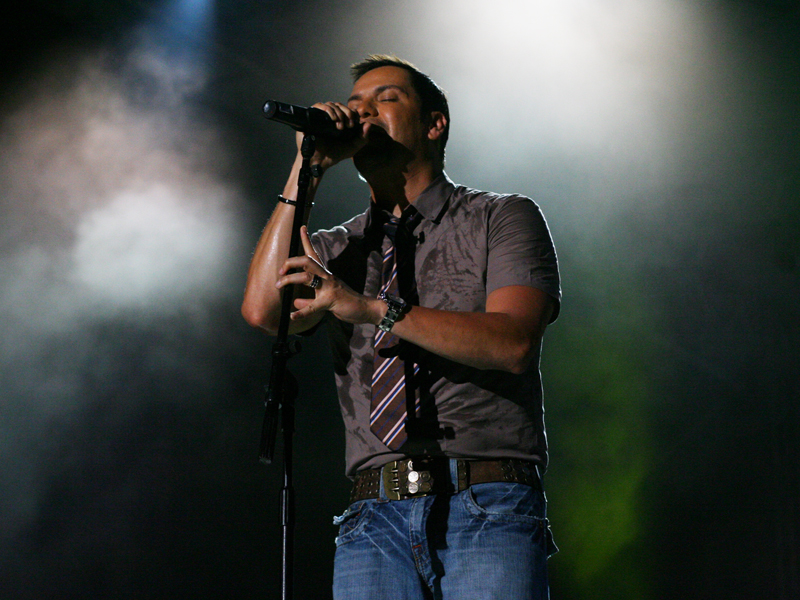
Victor Manuelle

Victor Manuelle  (* 27. September 1968 in der Bronx, New York City), eigentlich Víctor Manuel Ruiz Velázquez, ist ein Salsasänger und -komponist der jüngeren Generation aus Puerto Rico, welcher auch unter dem Namen „El Sonero de la Juventud“ bekannt ist.

## Leben und Wirken
Victor Manuelle wurde zwar in New York geboren, verbrachte aber viel Zeit in Añasco und Isabela auf Puerto Rico, der Heimat seiner Eltern. Seine Gesangskarriere begann er auf einer Highschool Graduation Abschlussparty mit dem Salsa Superstar Gilberto Santa Rosa. Victor Manuelle vertritt den Stil des Salsa Romántica (auch Salsa Monga), experimentierte jedoch auch mit anderen Musikrichtungen wie der kolumbianische Vallenato oder Reggaeton. Anders als andere Salsakünstler seiner Generation wie zum Beispiel Marc Anthony sang Manuelle keine Lieder auf Englisch und produzierte auch keine Latin-Pop-Alben. 2009 löste er Marc Anthony an der Spitze der Nummer Eins Titel auf dem Billboard für Tropical Songs ab. Victor Manuelle gehört heute zu den Salsakünstlern mit den höchsten Verkaufszahlen von über einer Million Tonträgern. Seine Studioalben Inconfundible (1999), Instinto Y Deseo (2001) und Travesía (2004) erreichten hohe Platzierungen in den Billboard’s Overall Top 200 Albums Charts. Mehrere seiner Singleauskopplungen gruppierten sich auf den Plätzen Fünf bis Zehn, Tengo Ganas (2004) schaffte den ersten Platz in den Billboard Latin Hits. 2003 sang er auf der Beerdigung der Sängerin Celia Cruz ihren Titel La Vida Es Un Carnaval und wurde somit sehr häufig auf spanischsprachigen TV-Kanälen gezeigt. Im Jahr 2006 erhielt Victor Manuelle für sein künstlerisches Werk den Latin Grammy. 2007 spielte Manuelle zusammen mit Marc Anthony und Jennifer Lopez eine Rolle im Film El Cantante, einer Verfilmung des Lebens von Rubén Blades und in einer Filmbiografie über den Salsakünstler Héctor Lavoe. 2010 gewann er zusammen mit der Sängerin Ana Bárbara den Premio Lo Nuestro Award.

## Diskografie

### Alben
| Jahr | Titel                         | Höchstplatzierung, Gesamtwochen, AuszeichnungChartplatzierungen (Jahr, Titel, Platzierungen, Wochen, Auszeichnungen, Anmerkungen) | Höchstplatzierung, Gesamtwochen, AuszeichnungChartplatzierungen (Jahr, Titel, Platzierungen, Wochen, Auszeichnungen, Anmerkungen) | Anmerkungen             |
| Jahr | Titel                         | US | Latin | Anmerkungen             |
| ---- | ----------------------------- | --- | --- | ----------------------- |
| 1996 | Victor Manuelle               | — | Latin42 ×2Doppelplatin · (3 Wo.)Latin                                                                                             |                         |
| 1997 | A Pesar De Todo               | — | Latin9 ×2Doppelplatin · (46 Wo.)Latin                                                                                             |                         |
| 1998 | Ironias                       | — | Latin4 (44 Wo.)Latin |                         |
| 1999 | Inconfundible                 | US96 (3 Wo.)US | Latin2 ×2Doppelplatin · (26 Wo.)Latin                                                                                             |                         |
| 2001 | Instinto Y deseo              | US197 (1 Wo.)US | Latin1 Platin · (19 Wo.)Latin |                         |
| 2002 | Le Preguntaba A La Luna       | — | Latin12 (11 Wo.)Latin |                         |
| 2004 | Travesia                      | US177 (2 Wo.)US | Latin1 Platin · (20 Wo.)Latin |                         |
| 2005 | En Vivo Desde Carnegie Hall   | — | Latin12 (10 Wo.)Latin |                         |
| 2005 | Dos Soneros, Una Historia     | — | Latin18 (17 Wo.)Latin | mit Gilberto Santa Rosa |
| 2006 | Decisión unánime              | US140 (3 Wo.)US | Latin6 Platin · (18 Wo.)Latin |                         |
| 2007 | Live At Madison Square Garden | — | Latin28 (4 Wo.)Latin |                         |
| 2007 | Una Navidad A Mi Estilo       | US184 (1 Wo.)US | Latin7 (8 Wo.)Latin |                         |
| 2008 | Soy                           | US159 (1 Wo.)US | Latin9 (12 Wo.)Latin |                         |
| 2008 | Historia de un Sonero         | — | Latin24 Gold · (6 Wo.)Latin |                         |
| 2009 | Muy personal                  | US106 (2 Wo.)US | Latin2 (9 Wo.)Latin |                         |
| 2009 | Yo mismo                      | US110 (1 Wo.)US | Latin3 (13 Wo.)Latin |                         |
| 2012 | Busco un pueblo               | US158 (1 Wo.)US | Latin4 Gold · (17 Wo.)Latin |                         |
| 2013 | Me Llamare Tuyo               | — | Latin3 (16 Wo.)Latin |                         |
| 2013 | Frente A Frente               | — | Latin53 (4 Wo.)Latin | mit Gilberto Santa Rosa |
| 2015 | Que suenen los tambores       | US167 (1 Wo.)US | Latin2 Gold · (33 Wo.)Latin |                         |
| 2018 | 25/7                          | — | Latin2 Gold · (7 Wo.)Latin |                         |
| 2019 | Memorias de Navidad           | — | Latin9 (7 Wo.)Latin |                         |

Weitere Alben
- 1993: Justo a tiempo
- 1994: Solo contigo

### Singles
| Jahr | Titel Album                                       | Höchstplatzierung, Gesamtwochen, AuszeichnungChartsChartplatzierungen (Jahr, Titel, Album, Platzierungen, Wochen, Auszeichnungen, Anmerkungen) | Anmerkungen                       |
| Jahr | Titel Album                                       | Latin | Anmerkungen                       |
| ---- | ------------------------------------------------- | --- | --------------------------------- |
| 1993 | Estas Tocando Fuego Justo A Tiempo                | Latin27 (5 Wo.)Latin |                                   |
| 1994 | Me Dara El Consentimiento Justo A Tiempo          | Latin21 (8 Wo.)Latin |                                   |
| 1994 | Apiadate De Mi Solo contigo                       | Latin16 (5 Wo.)Latin |                                   |
| 1996 | Hay Que Poner El Alma Victor Manuelle             | Latin6 (10 Wo.)Latin |                                   |
| 1996 | Pensamiento Y Palabra Victor Manuelle             | Latin17 (7 Wo.)Latin |                                   |
| 1996 | Volveras Victor Manuelle                          | Latin17 (9 Wo.)Latin |                                   |
| 1997 | Como Una Estrella Victor Manuelle                 | Latin29 (4 Wo.)Latin |                                   |
| 1997 | Dile A Ella A Pesar De Todo                       | Latin9 (13 Wo.)Latin |                                   |
| 1997 | He Tratado A Pesar De Todo                        | Latin9 (10 Wo.)Latin |                                   |
| 1998 | Asi Es La Mujer A Pesar De Todo                   | Latin7 (10 Wo.)Latin |                                   |
| 1998 | El Aguila A Pesar De Todo                         | Latin10 (8 Wo.)Latin |                                   |
| 1998 | Se Me Rompe El Alma Ironias                       | Latin3 (15 Wo.)Latin |                                   |
| 1998 | Que Habria Sido De Mi Ironias                     | Latin5 (30 Wo.)Latin |                                   |
| 1999 | El Cuerpo Me Pide                                 | Latin4 (5 Wo.)Latin | mit Elvis Crespo                  |
| 1999 | Que Te Han Dicho Ironias                          | Latin35 (1 Wo.)Latin |                                   |
| 1999 | Al Igual Que Yo Ironias                           | Latin28 (2 Wo.)Latin |                                   |
| 1999 | La Persona Equivocada                             | Latin13 (12 Wo.)Latin | mit Melina Leon                   |
| 1999 | Pero Dile Inconfundible                           | Latin3 (26 Wo.)Latin |                                   |
| 2000 | Si La Ves Inconfundible                           | Latin20 (9 Wo.)Latin |                                   |
| 2000 | Como Duele Inconfundible                          | Latin11 (15 Wo.)Latin |                                   |
| 2001 | Me Da Lo Mismo Instinto Y Deseo                   | Latin5 (23 Wo.)Latin |                                   |
| 2001 | Como Se Lo Explico Al Corazon Instinto Y Deseo    | Latin13 (18 Wo.)Latin |                                   |
| 2002 | Por Ese Hombre                                    | Latin11 (22 Wo.)Latin | mit Brenda K. Starr & Tito Nieves |
| 2002 | En Nombre De Los Dos Le Preguntaba A la Luna      | Latin14 (14 Wo.)Latin |                                   |
| 2003 | El Tonto Que No Te Olvido Le Preguntaba A la Luna | Latin22 (18 Wo.)Latin |                                   |
| 2003 | Poco Hombre Le Preguntaba A la Luna               | Latin37 (2 Wo.)Latin |                                   |
| 2004 | Tengo Ganas Le Preguntaba A la Luna               | Latin1 (26 Wo.)Latin |                                   |
| 2004 | Llore Llore Le Preguntaba A la Luna               | Latin21 (10 Wo.)Latin |                                   |
| 2005 | No Hay Cama Pa’tanta Gente                        | Latin36 (1 Wo.)Latin |                                   |
| 2006 | Nuestro Amor Se Ha Vuelto Ayer Decisión Unánime   | Latin8 (19 Wo.)Latin | feat. Yuridia                     |
| 2006 | Maldita Suerte Decisión Unánime                   | Latin17 (18 Wo.)Latin | feat. Sin Bandera                 |
| 2007 | Nunca Habia Llorado Asi Decisión Unánime          | Latin47 (1 Wo.)Latin | mit Don Omar                      |
| 2007 | Si Nos Duele Live At Madison Square Garden        | Latin19 (7 Wo.)Latin |                                   |
| 2008 | Yo No Se Perdonarte Soy                           | Latin14 (15 Wo.)Latin |                                   |
| 2008 | No Soy Quien Soy                                  | Latin43 (5 Wo.)Latin |                                   |
| 2010 | Mirame Yo Mismo                                   | Latin41 (7 Wo.)Latin |                                   |
| 2012 | Si Tu Me Besas Busco Un Pueblo                    | Latin1 Platin · (20 Wo.)Latin |                                   |
| 2012 | Ella Lo Que Quiere Es Salsa Busco Un Pueblo       | Latin29 Platin · (18 Wo.)Latin | feat. Voltio & Jowell y Randy     |
| 2013 | Me Llamare Tuyo                                   | Latin17 Gold · (20 Wo.)Latin |                                   |
| 2013 | Ando Por Las Nubes Me Llamare Tuyo                | Latin30 (11 Wo.)Latin |                                   |
| 2014 | Una Vez Mas Me Llamaré Tuyo: Reloaded             | Latin27 (12 Wo.)Latin | feat. Reik                        |
| 2015 | Que Suenen Los Tambores                           | Latin11 Platin · (18 Wo.)Latin |                                   |
| 2015 | Agua Bendita Que Suenen Los Tambores              | Latin26 (11 Wo.)Latin |                                   |
| 2015 | No Queria Enganarte Que Suenen Los Tambores       | Latin23 Platin · (13 Wo.)Latin |                                   |
| 2016 | Imaginar 25/7                                     | Latin27 Gold · (20 Wo.)Latin | mit Yandel                        |

Weitere Singles
- 2017: Mala Y Peligrosa (US: Platin (Latin))
- 2021: Victimas las dos (mit La India, US: Platin (Latin))

### Gastbeiträge
| Jahr | Titel Album                                  | Höchstplatzierung, Gesamtwochen, AuszeichnungChartsChartplatzierungen (Jahr, Titel, Album, Platzierungen, Wochen, Auszeichnungen, Anmerkungen) | Anmerkungen                                     |
| Jahr | Titel Album                                  | Latin | Anmerkungen                                     |
| ---- | -------------------------------------------- | --- | ----------------------------------------------- |
| 2003 | Ay Amor La historia Live                     | Latin48 (2 Wo.)Latin | Héctor y Tito feat. Victor Manuelle             |
| 2006 | No Hay Nadie Gold Star Music: Reggaeton Hits | Latin15 (11 Wo.)Latin | Hector "El Father" feat. Yomo & Victor Manuelle |